# Estación de Castelo Branco
La Estación Ferroviaria de Castelo Branco, también conocida como Estación de Castelo Branco, es una plataforma de ferrocarriles de la Línea de la Beira Baixa, que sirve a la localidad de Castelo Branco, en Portugal.

## Descripción

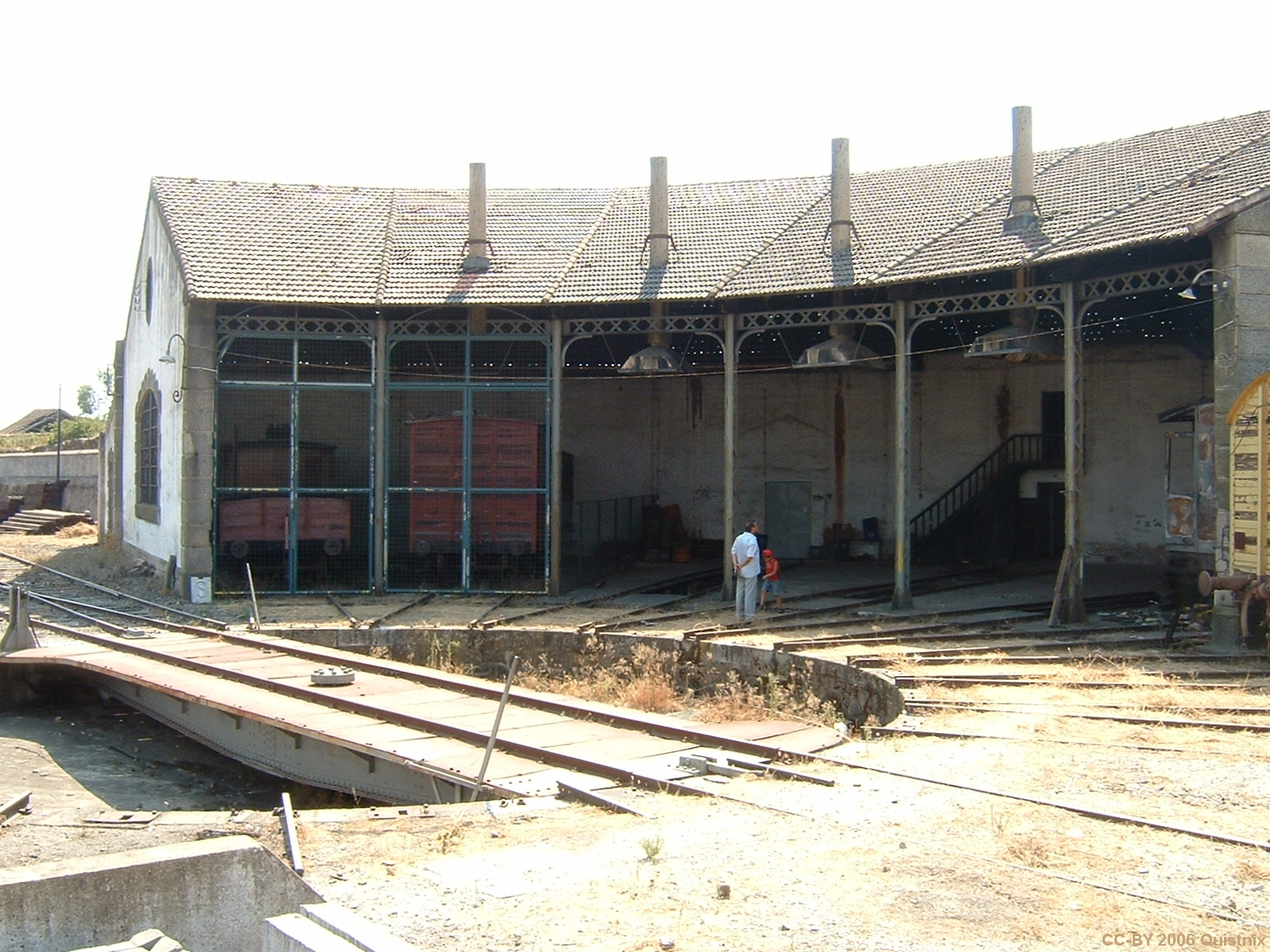
Antigua casa redonda de la Estación de Castelo Branco, en 2006.

### Localización y accesos
La estación se encuentra en frente de la Plaza Rey D. Carlos, en la localidad de Castelo Branco.

### Vías de circulación y plataformas
En enero de 2011, poseía tres vías de circulación, con 489, 400 y 306 metros de longitud; las dos plataformas tenían ambas 236 metros de extensión, teniendo una 40 centímetros de altura, y la otra, 70 centímetros.

### Servicios
En julio de 2011, la estación era utilizada por servicios Regionales e InterCidades de la empresa Comboios de Portugal.

## Historia
Esta plataforma se inserta en el tramo entre Abrantes y Covilhã de la Línea de la Beira Baixa, cuya construcción se inició a finales de 1885; la apertura a la explotación se produjo el 6 de septiembre de 1891.